# Carabina

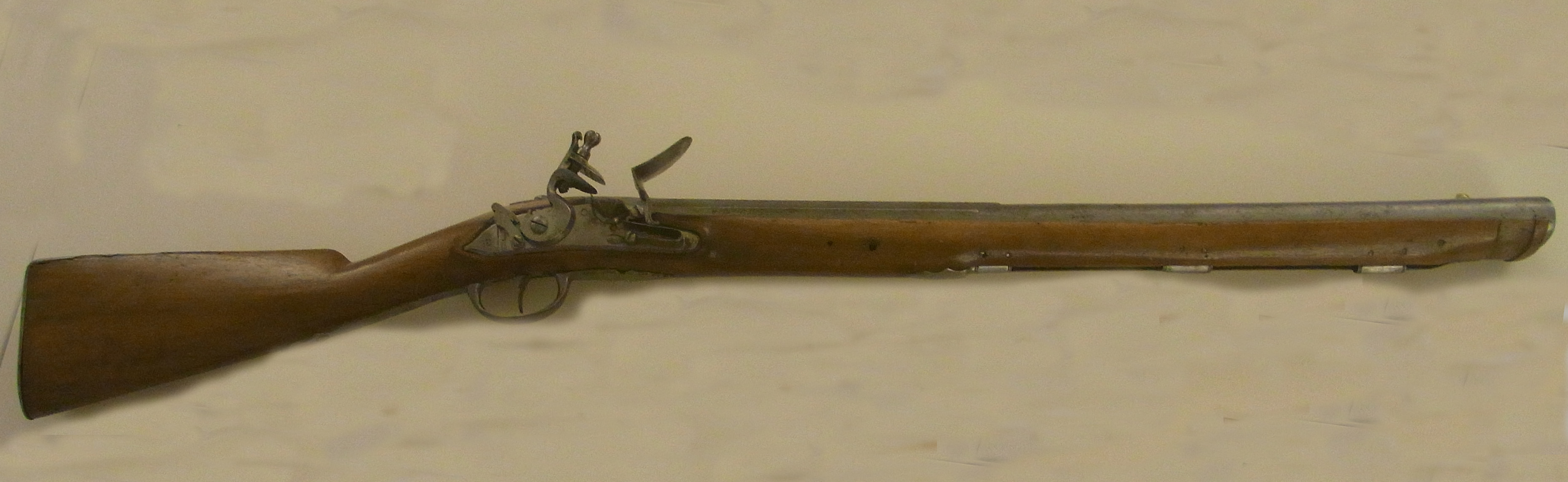
Carabina ad avancarica dei corazzieri austriaci - XVII secolo. Il cane è sprovvisto di pietra focaia.

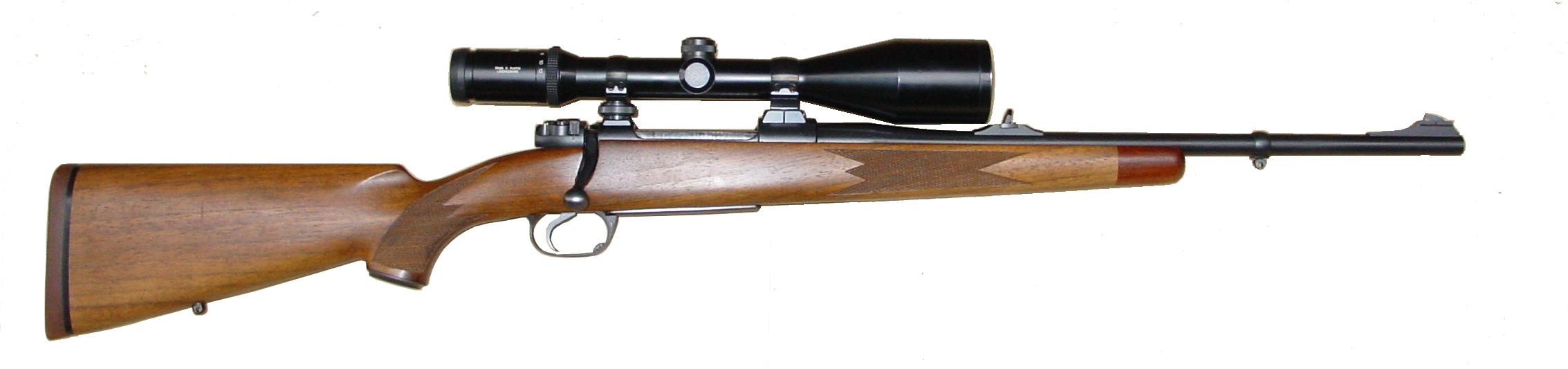
Moderna carabina da caccia

Una carabina è un'arma da fuoco simile ad un fucile o ad un moschetto, ma relativamente più corta e, talora, meno potente di un fucile, ad esempio adottando munizioni da pistola. Il termine carabina deriva dalla parola araba karab, arma da fuoco più il diminutivo "ina", nel senso di piccolo. Questo tipo di arma venne ideato sul finire del XVI secolo per venire incontro ai bisogni dei soldati a cavallo: dragoni e carabinieri.

## Storia

### La diffusione delle armi da fuoco e i primi esemplari

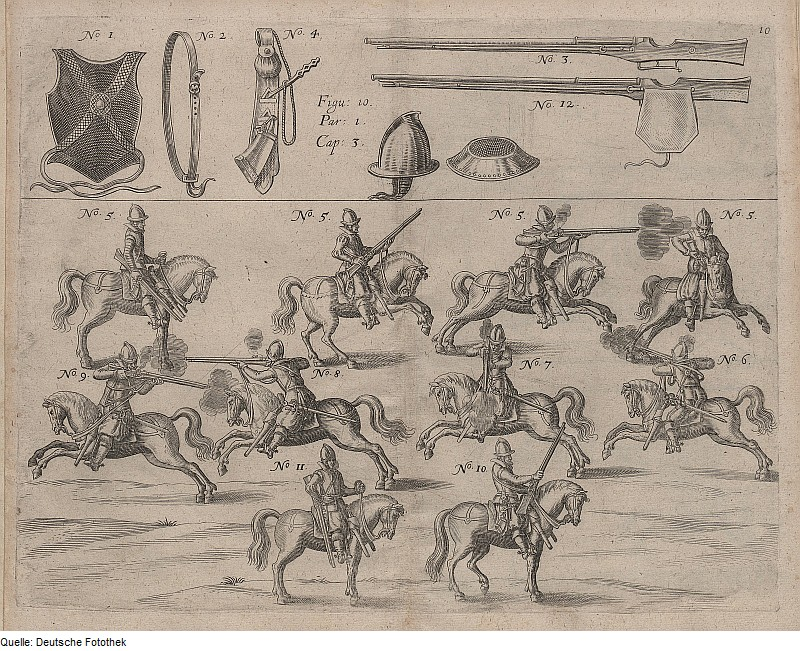
Manuale Drill per archibugieri a cavallo - 1616.

Nel corso del XVI secolo, mentre si diffondeva capillarmente tra le forze di fanteria l'uso dell'archibugio (v. lanzichenecchi e tercios), anche la cavalleria approcciava all'uso delle armi da fuoco. L'invenzione del meccanismo di accensione basato sull'acciarino a ruota, invece che a miccia, garantì al soldato a cavallo un sistema di caricamento più rapido e la concreta possibilità di utilizzare un'arma da fuoco. Il sistema a miccia infatti richiedeva di tenere la miccia sempre accesa (infastidendo spesso il cavallo), non permettendo il fuoco improvviso e richiedendo che la miccia non giungesse mai per sbaglio in contatto con la polvere. Il sistema a ruota (e poi con una normale pietra focaia su un cane) permetteva invece il fuoco immediato premendo il grilletto (quindi era pratico anche in imboscate, dove il fumo degli archibugi era spesso traditore), o anche in condizioni di grande umidità. Ma soprattutto non avendo la miccia non rischiava di spegnerla durante una cavalcata ad alta velocità o durante il guado di un corso d'acqua. Era però notevolmente più costoso, adatto ad un corpo d'élite e di pregio come la cavalleria.
Le prime forme di pistola (v. pistola a ruota e petrinale) vennero appunto sviluppate per le nuove forze di cavalleria pesante (pistolieri, o Swarze Reiter, e corazzieri), cui poi si affiancarono, nel XVII secolo, corpi di archibugieri a cavallo (v. harquebusier). L'abbondante utilizzo di fucilieri montati da parte di strateghi di successo come Oliver Cromwell e Gustavo II Adolfo di Svezia impose, nel Seicento, lo sviluppo di una nuova arma da fuoco, meno ingombrante dell'archibugio e del moschetto ma più pratica del petrinale. Fu in questo contesto che venne sviluppata la carabina.
I primi modelli di carabina erano meno potenti e meno precisi dei più lunghi archibugi e moschetti, questo a causa degli inadatti organi di mira e della canna più corta. Le dimensioni totali della carabina non avrebbero dovuto idealmente superare, in lunghezza, quelle della sciabola inguainata. Entrambe le armi venivano assicurate alla sella con l'impugnatura rivolta verso l'alto.

### L'evoluzione tecnologica

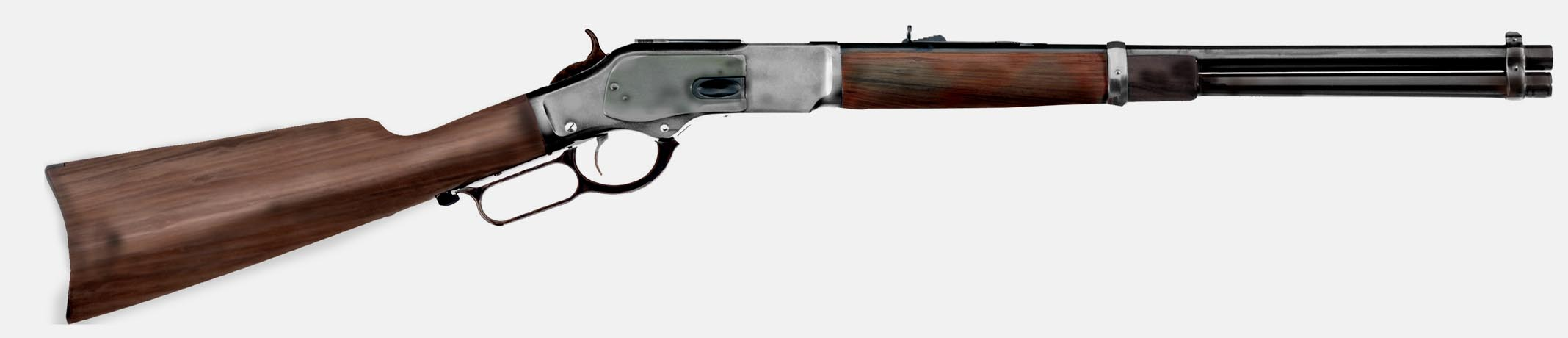
Una carabina a leva Winchester mod. 1873

Nel corso del XIX secolo le carabine venivano sviluppate indipendentemente rispetto ai fucili destinati alla fanteria. Questa netta distinzione aveva come immediato difetto un problema di munizionamento. L'avanzamento tecnologico imposto dai continui conflitti tra potenze europee nel corso dell'Ottocento, spinse ben presto verso un superamento di questi limiti. Molto interessante in questo senso la Spencer, sviluppata negli Stati Uniti d'America durante la Guerra di Secessione: un'arma a leva con caricatore a sette colpi inserito nel calcio, espressamente progettata per le forze di cavalleria. Nel tardo XIX secolo divenne comune per gli armaioli intensificare la produzione di armi lunghe sia in formato fucile che in formato carabina. Il passo successivo fu la geniale trovata dei progettisti Winchester di realizzare armi a canna lunga capaci di ospitare le medesime cartucce utilizzate dai revolver prodotti dalla compagnia: la celebre carabina Winchester, sviluppata pare dal modello della Volcanic di Horace Smith, si rivelò arma affidabile e versatile per i cowboys e gli esploratori impegnati nell'invasione del Far West, finendo con il venire prodotta in diverse varianti.
L'invenzione della polvere infume, nel 1884, permise di compiere il passo definitivo per colmare il divario di prestazioni tra la carabina ed il fucile. Ormai un'arma affidabile e potente ma più leggera e maneggevole rispetto ad un fucile, la carabina iniziò ad essere utilizzata non solo dalle forze di cavalleria.

### Il XX secolo e le guerre mondiali

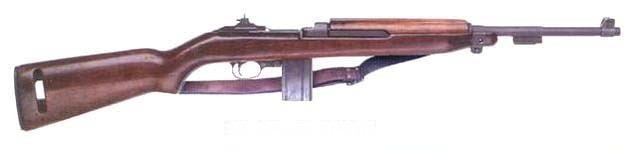
La M1 Carbine, una carabina americana della seconda guerra mondiale

Concomitantemente con la crisi della cavalleria durante la prima guerra mondiale, il drastico riscontro delle dure condizioni di lotta nelle trincee convinse i fabbricanti d'armi di un po' tutto il mondo a rivedere il loro approccio alla progettazione dei fucili. Già durante il primo conflitto mondiale, alcuni dei belligeranti ordinarono la riduzione di alcuni fucili d'ordinanza, armando le loro truppe di fanteria, normalmente dei reparti speciali, con carabine. Il Regio Esercito italiano modifico' il fucile Carcano Mod. 91, ottenendo una carabina.
Nei decenni del primo dopoguerra gli eserciti di tutto il mondo modificarono il loro approccio alle dimensioni dei fucili, optando per armi dalle dimensioni più contenute. La carabina, sino a quel momento arma destinata alla cavalleria, si vide riconfigurata come arma di fanteria proprio in virtù della sua maggior maneggevolezza e praticità.
L'Unione Sovietica ridusse il Mosin-Nagant (пехотная винтовка образца 1891-го года in lingua russa), "storico" fucile dell'Impero russo, passando da una canna lunga 80 cm ad una di 73 cm prima (1930) e 51 poi (1938) per la Carabina M1938 (Karabin obrazets 1938-ogo goda). La Germania ridusse la lunghezza della canna del fucile d'ordinanza prussiano, il Mauser Model 98, da 74 cm a 61 cm, realizzando la Mauser Karabiner 98k (K98k o  Karabiner Kurz) nel 1935.
Negli Stati Uniti d'America il vecchio Springfield M1903 aveva la medesima canna del M1 Garand utilizzato durante la seconda guerra mondiale, 61 cm, ma si trattava di un'arma che agli inizi del XX secolo aveva destato scalpore proprio per le sue ridotte dimensioni. Rispetto al Garand, la Carabina M1 era significativamente più piccola e leggera, con una canna di 457 mm, e dotata di munizionamento differente. Si trattava cioè di due armi ben distinte.
Il Regno Unito sviluppò una Jungle Carbine partendo dal fucile d'ordinanza Lee-Enfield, con una canna più corta, spegnifiamma flash e modifiche di produzione progettate per ridurre il peso del fucile. Chiamato ufficialmente "Fucile No. 5 Mk I", apparve nei mesi finali del secondo conflitto mondiale ma non venne di fatto utilizzato prima della Guerra di Corea, della Rivolta Mau Mau e dell'Emergenza del Malayan.

Steyr AUG rifle.

Steyr AUG carbine - il passaggio dal fucile alla carabina si realizza con una modifica nella lunghezza della canna.

## Descrizione
Molte delle carabine derivano da fucili accorciati, dotati della stessa munizione, sebbene di solito con una velocità di uscita del proiettile più bassa. In altri casi, la carabina e il fucile d'ordinanza di un particolare paese in un determinato periodo sono armi dal design completamente differente, con una meccanica interna o con una munizione dissimile (malgrado per carabina si intenda sempre, in comparazione, un'arma più corta o meno potente del fucile). Bisogna notare però che l'accezione moderna del termine indica una qualsiasi arma lunga a canna rigata, senza tenere in considerazione la lunghezza della canna stessa.

## Diffusione ed utilizzo
Esistono tipi di carabine utilizzate per il Soft Air: queste armi sono ad aria compressa e, per regolamento, i pallini (di plastica) non devono superare 1 Joule di energia all'uscita della canna (ciò corrisponde ad una velocità di circa 82 m/s) e sono di libera vendita.
In commercio si trovano anche le carabine, sempre ad aria compressa, con energia limitata a 7,5 Joule e velocità di 170 m/s sul vivo di volata. Queste ultime sparano proiettili in piombo di circa 0,50 g che possono provocare seri danni a qualsiasi essere vivente.
Queste armi definite di "modesta capacità offensiva", sono esclusivamente per uso ludico/sportivo e l'acquisto è consentito solo a maggiorenni ma senza la necessità di una licenza di porto di armi: è sufficiente la registrazione della vendita da parte del commerciante sul registro di carico e scarico del negozio.

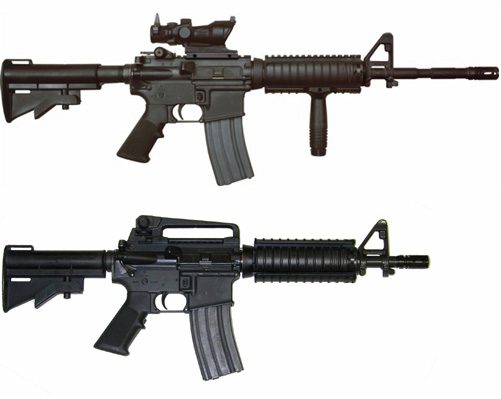
M4 Carbine (alto) e sub-carbine Close Quarters Battle Receiver (basso).